# Aeroporto di Sainte-Marie
L'Aeroporto di Sainte-Marie (IATA: SMS, ICAO: FMMS), è un aeroporto malgascio situato sull'Île Sainte-Marie, nella Provincia di Toamasina, Regione di Analanjirofo, all'estremità meridionale dell'isola.
La struttura, posta all'altitudine di 2 m/ 7 ft sul livello del mare, è dotata di un solo piccolo terminal e di una pista con fondo in asfalto lunga 1 052 m e larga 30 m (3 451 x 98 ft) con orientamento 01/19.
L'aeroporto, di proprietà del Ministère des Transports et du Tourisme, il ministero responsabile della gestione dei trasporti e del turismo del Madagascar, è gestito dalla ADEMA - Aéroports de Madagascar, effettua attività secondo le regole e gli orari sia IFR che VFR ed è aperto al traffico commerciale.